# Степанівка (Устинівська селищна громада)
Степа́нівка — село в Україні, в Устинівській селищній громаді Кропивницького району Кіровоградської області. Населення становить 517 осіб. Колишній орган місцевого самоврядування — Степанівська сільська рада.

## Географія
У селі бере початок Балка Ляпколова.

## Населення
Згідно з переписом УРСР 1989 року чисельність наявного населення села становила 533 особи, з яких 239 чоловіків та 294 жінки.
За переписом населення України 2001 року в селі мешкало 517 осіб.

### Мова
Розподіл населення за рідною мовою за даними перепису 2001 року:
| Мова       | Відсоток |
| ---------- | -------- |
| українська | 96,71 %  |
| російська  | 1,74 %   |
| молдовська | 1,35 %   |
| білоруська | 0,19 %   |